# Utagawa Toyohiro
Utagawa Toyohiro (1734 – 1825) è stato un pittore, incisore e calligrafo giapponese del periodo Tokugawa.
Diventò un pittore molto prestigioso, specialmente per le sue illustrazioni a Genji Monogatari (1801) e le stampe erotiche (shunga).
Fu anche un poeta, come testimonia un suo haiku:
nel morbido letto di nebbia rosata.»